# 7148 Reinholdbien
7148 Reinholdbien è un asteroide della fascia principale. Scoperto nel 1971, presenta un'orbita caratterizzata da un semiasse maggiore pari a 2,2853969 UA e da un'eccentricità di 0,0541830, inclinata di 5,01202° rispetto all'eclittica.